# Origanum compactum
Origanum compactum es una hierba perenne de la familia Lamiaceae. 

## Descripción
Origanum compactum es una planta sufrútice que alcanza un tamaño de hasta de 80 cm de altura. Tiene los tallos con pelos largos en la parte basal y otros cortos y retrorsos en la parte apical. Las hojas de 12-17 × 7-9 mm, son ovadas, con nervios marcados por el envés. Las inflorescencia de 9 × 2,5 cm. Brácteas 8-10 × 3-4 mm, imbricadas, elípticas, ± coriáceas. Cáliz de 4 mm, tubular, garganta con pelos blancos abundantes. Los frutos son núculas de 0,8-1,1 ×  0,8 mm, ovoides, de color castaño claro.

## Distribución y hábitat
Se encuentra en matorrales, a veces en roquedos, en substratos básicos; a una altitud de 200-1000 metros en el sur de España y norte de Marruecos.

## Taxonomía
Origanum compactum fue descrita por  George Bentham y publicado en Labiatarum Genera et Species 334. 1834.
Etimología
Ver: Origanum
compactum: epíteto latíno que significa "compacto"
Sinonimia
- Origanum compactum var. hirsutoides Socorro & Espinar
- Origanum creticum Schousb. ex Ball
- Origanum glandulosum Salzm. ex Benth.[4]